# 1964年のサッカー
1964年のサッカー（1964ねんのサッカー）では、1964年（昭和39年）における、日本および世界のサッカー界の動向をまとめる。

## 主な出来事
- SCカンブール・レーワルデン設立。
- コパ・リベルタドーレス決勝、インデペンがナシオナルに2戦合計1-0で優勝。
- UEFAチャンピオンズカップ決勝はウィーンで行われ、インテル・ミラノが3-1でレアル・マドリードを破り初優勝。
- 東京オリンピック開催を記念してFIFA総会がアジアで初めて東京で開催された。

## 国内リーグ・カップ戦優勝クラブ
- スコットランド : レンジャーズFC
- 西ドイツ : 1.FCケルン
- イングランド : リヴァプールFC
- スペイン : レアル・マドリード
- アルゼンチン : ボカ・ジュニアーズ
- チリ : ウニベルシダ・デ・チレ
- パラグアイ : クルブ・グアラニー
- イタリア : ボローニャ

## ナショナルチームによる国際大会
- ブリティッシュ・ホーム・チャンピオンシップ

 イングランド,  スコットランド,  北アイルランド同時優勝
- UEFA欧州選手権決勝大会 (スペイン)
  1.  スペイン
  2.  ソビエト連邦
  3.  ハンガリー
- 東京オリンピックサッカー競技
  1.  ハンガリー
  2.  チェコスロバキア
  3.  東ドイツ
- AFCアジアカップ決勝大会 (イスラエル)
  1.  イスラエル
  2.  インド
  3.  韓国

## 天皇杯全日本サッカー選手権大会
第43回天皇杯全日本サッカー選手権大会は王子運動場で開かれ、決勝で早稲田大学が3-0で日立本社を破り優勝した。

## 全日本大学サッカー選手権大会
全日本大学サッカー選手権大会は決勝で日本大学が1-0で中央大学を破り、初優勝した。

## 誕生
- 2月3日 - ミヒャエル・ルンメニゲ（ドイツ）
- 2月16日 - ベベット（ブラジル）
- 3月8日 - 反町康治（埼玉県）
- 4月9日 - 永島昭浩（サッカー）
- 6月15日 - ミカエル・ラウドルップ（デンマーク）
- 6月23日 - 本並健治（大阪府）
- 7月15日 - 柱谷哲二（京都府）
- 7月30日 - ユルゲン・クリンスマン（ドイツ）
- 10月31日 - マルコ・ファンバステン（オランダ）
- 12月1日 - サルヴァトーレ・スキラッチ（イタリア）

## 死去
- 10月6日 - ピエトロ・セラントーニ